# Batracharta nigritogata
Batracharta nigritogata là một loài bướm đêm trong họ Noctuidae.